# 원주종합체육관
원주종합체육관(原州綜合體育館)은 강원특별자치도 원주시 명륜동에 위치한 종합 실내 경기장으로 2009년 5월 노후된 기존 야구장을 철거하고 2013년 8월에 완공되었으며, 원주 DB 프로미 농구단이 이전 체육관이던 원주치악체육관에서 옮겨 홈 경기장으로 사용하고 있다.
원주종합체육관은 천장에 대한민국 최대 규모의 6면형 전광판이 설치되어 있다.

## 부대 시설
- 종합체육관 1동, 농구연습장(다목적체육관), 선수숙소 1동

## 갤러리

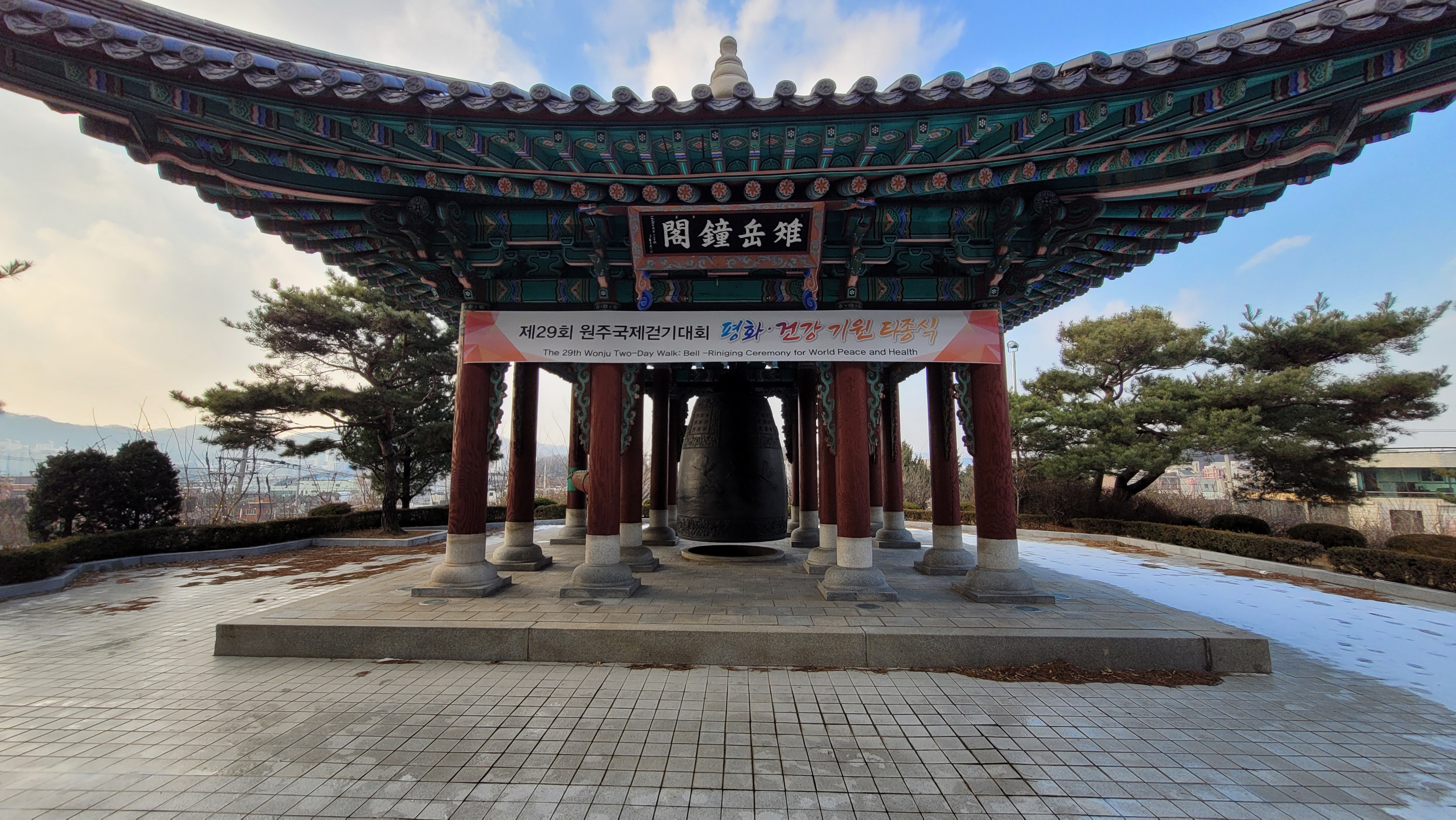
체육관 옆의 치악종각.
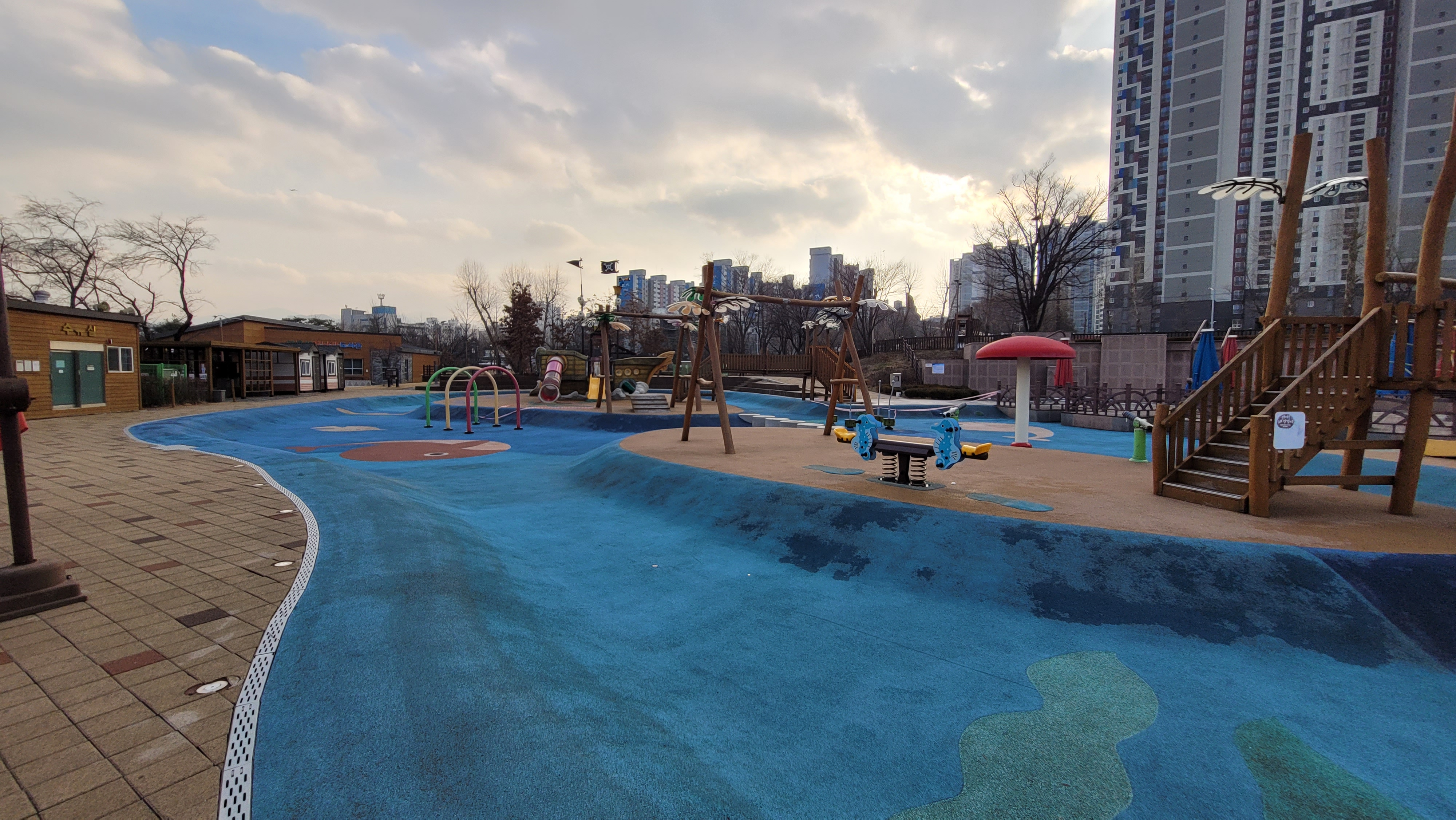
체육관 옆의 놀이터.
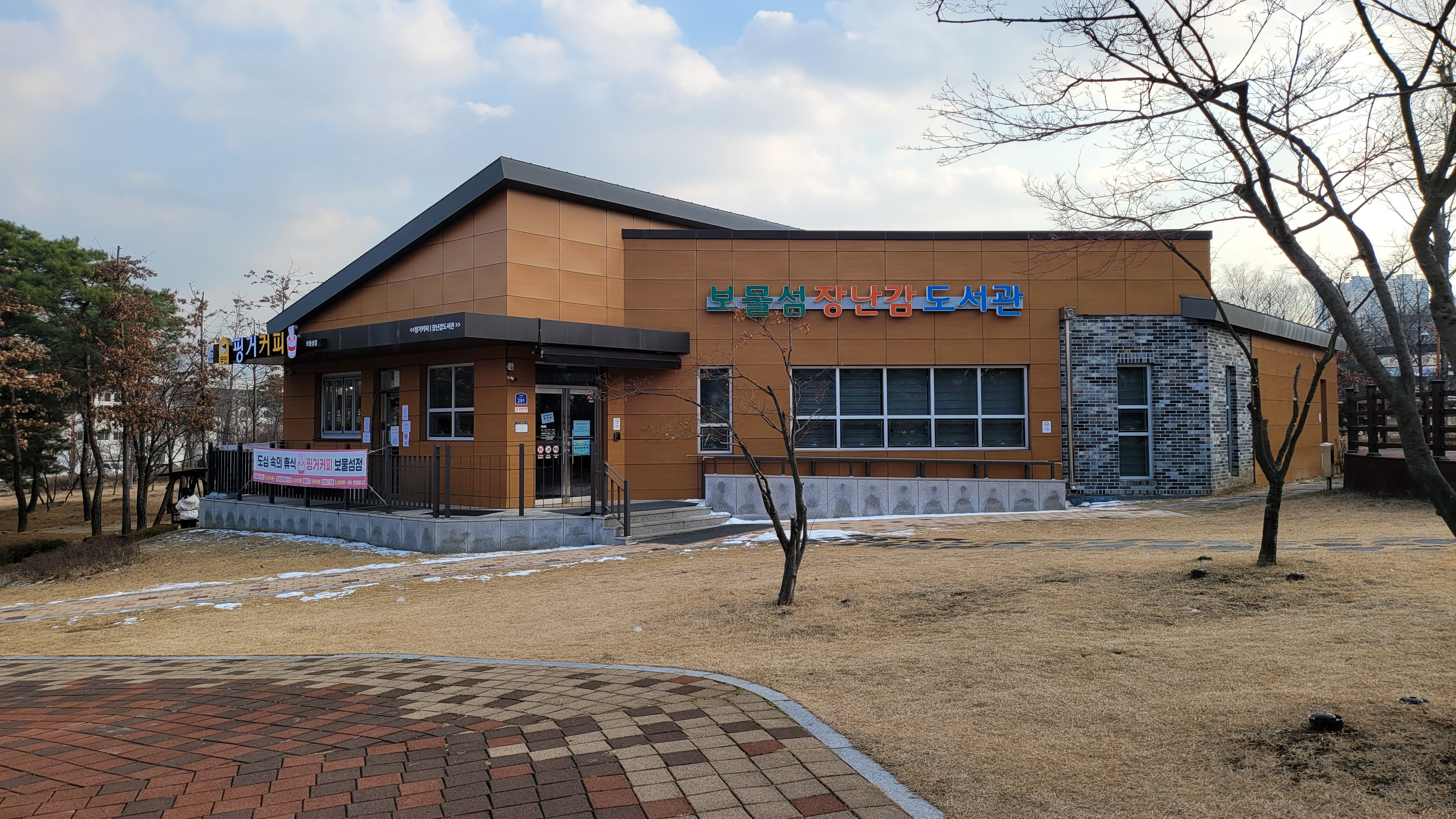
놀이터 인근의 보물섬장난감도서관.
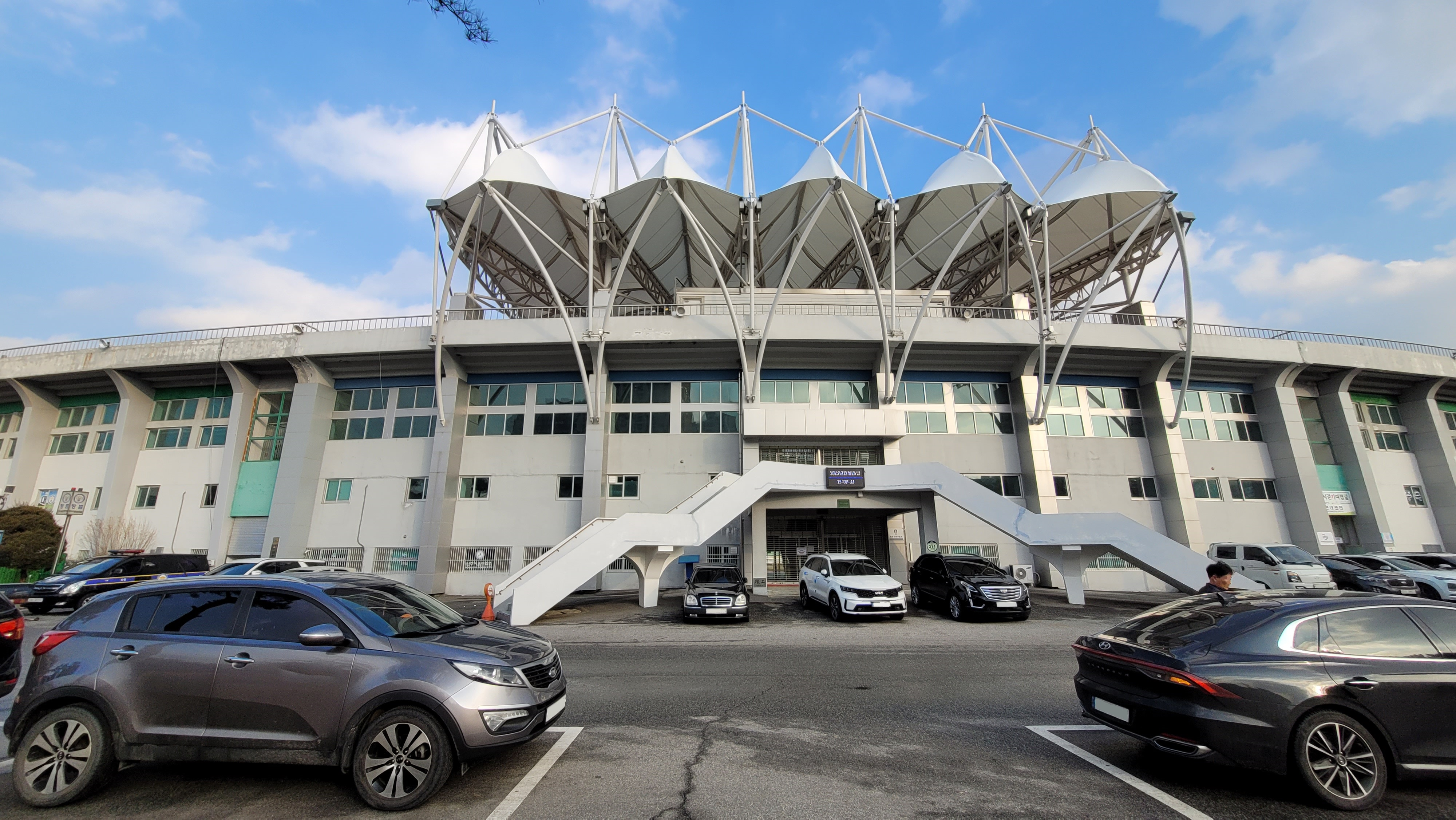
원주종합운동장.
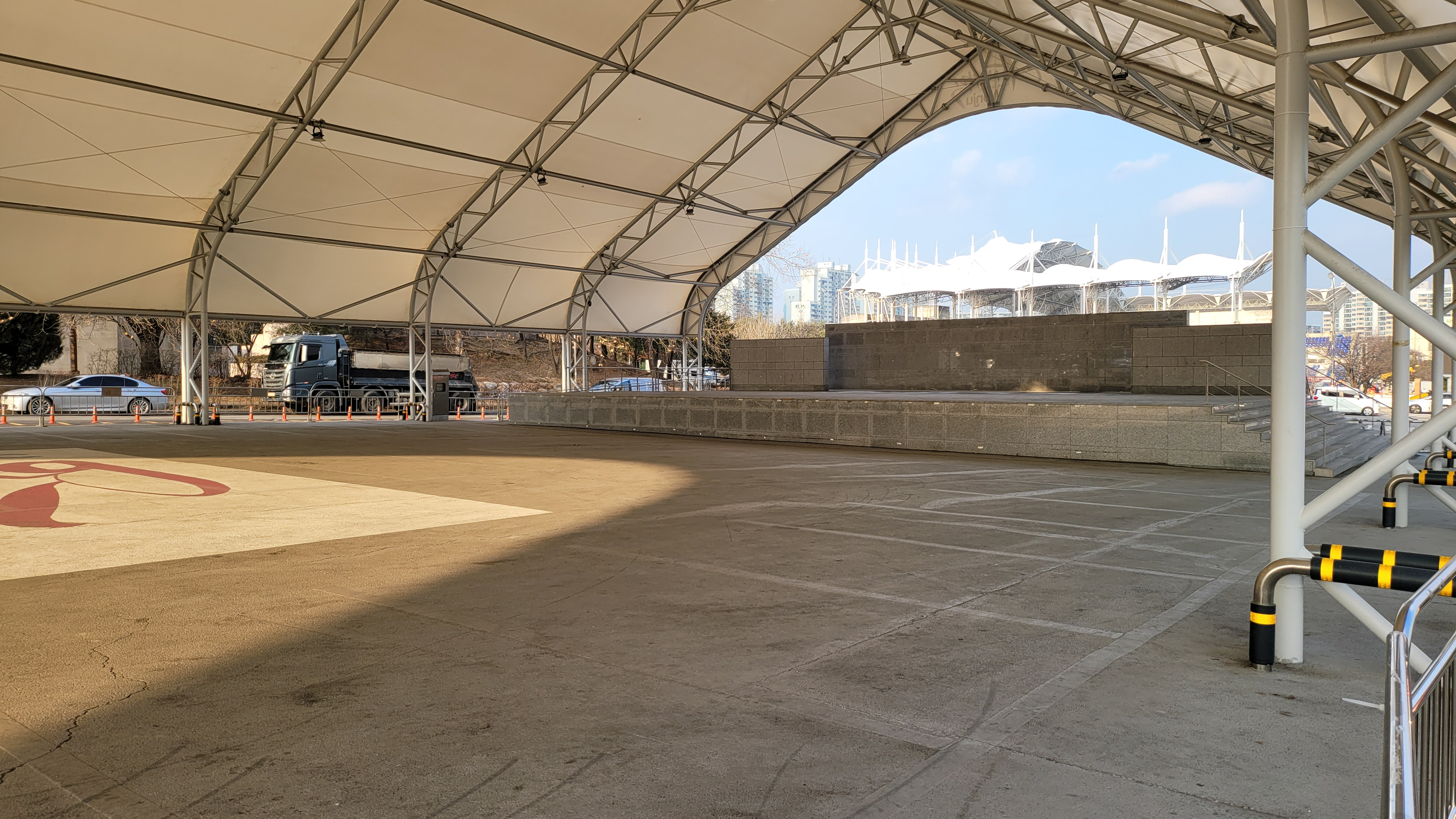
체육관 인근의 상설공연장.
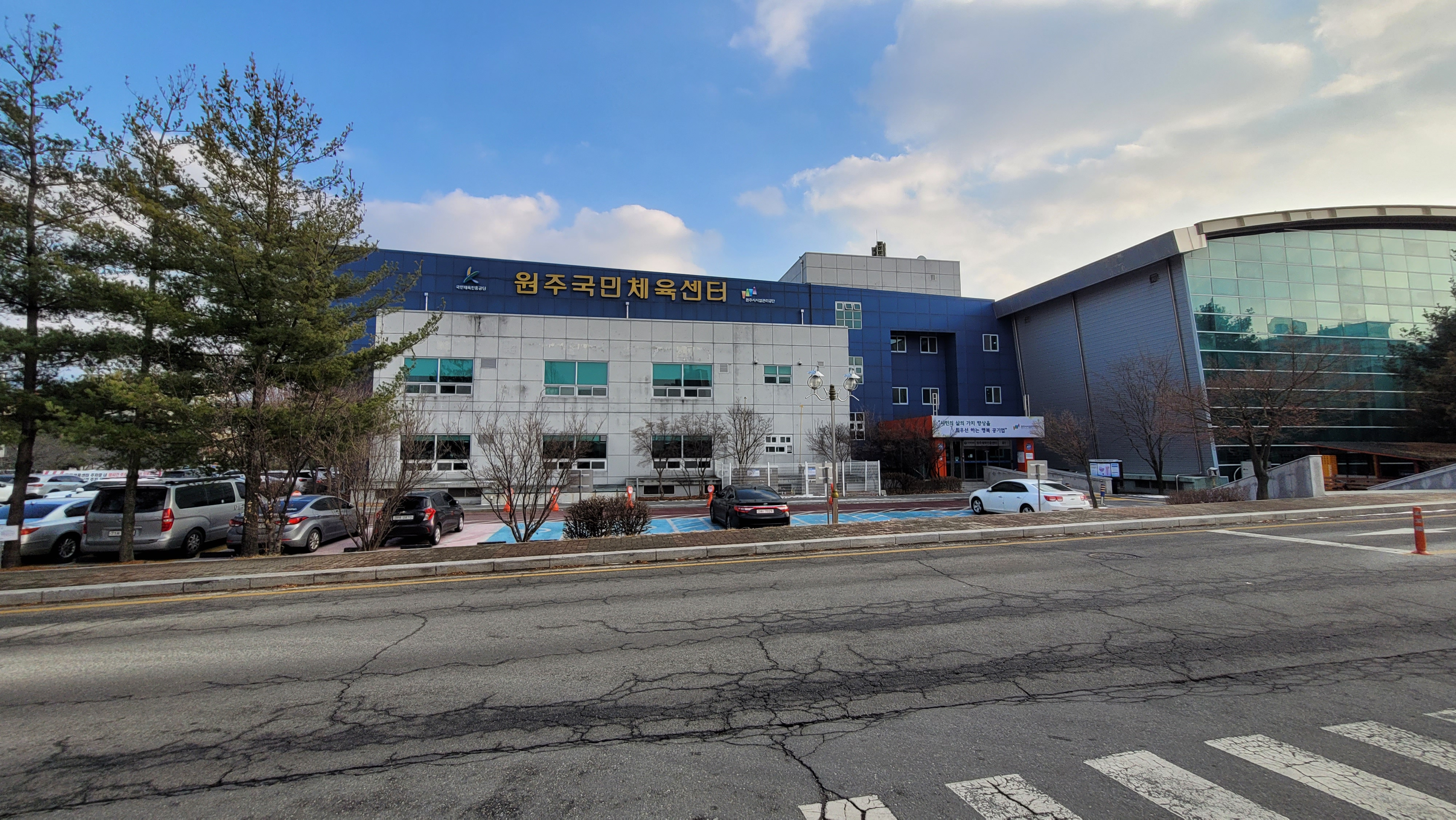
원주국민체육센터.
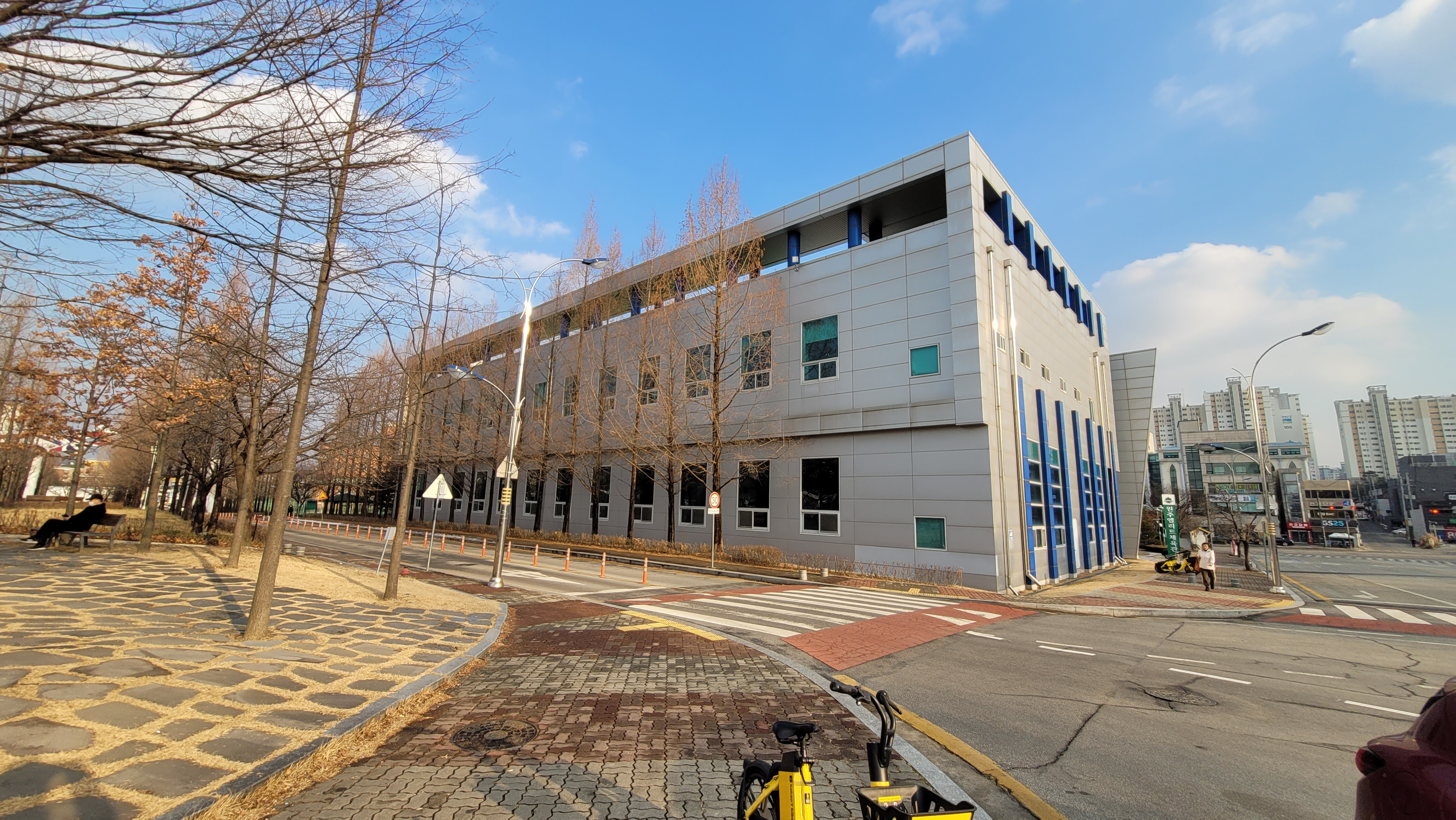
원주엘리트체육관.